# Phoebus Levene

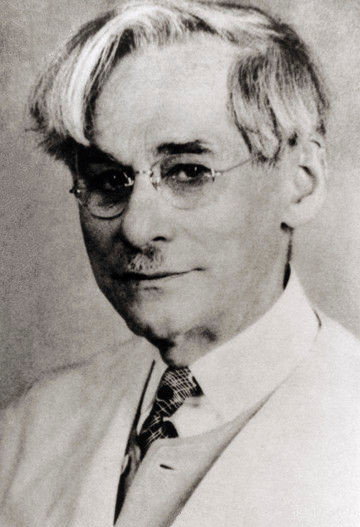
Phoebus Levene

Phoebus Aaron Theodor Levene (ur. 25 lutego 1869 w Żagorach, zm. 6 września 1940 w Nowym Jorku) – amerykański biochemik pochodzący z rodziny rosyjskich/litewskich Żydów, jeden z pierwszych badaczy kwasów nukleinowych. Odkrył budowę DNA i RNA.

## Życiorys
Fiszel Lewin urodził się w Sagorze w Rosji (obecnie Żagory na Litwie) jako drugie z ósemki dzieci Soloma Lewina i Etty z domu Brick. Gdy miał dwa lub cztery lata, z całą rodziną przeniósł się do Sankt Petersburga. Uczył się w tamtejszym gimnazjum klasycznym i studiował na Cesarskiej Wojskowej Akademii Medycznej. Jego nauczycielami byli Aleksandr Borodin, Iwan Pawłow i Aleksandr Dianin, w którego laboratorium prowadził swoje pierwsze badania. W 1891 r. rodzina Lewinów zdecydowała się emigrować z Rosji i 4 lipca 1891 przybyła do Stanów Zjednoczonych, gdzie osiadła w Nowym Jorku. Lewin wrócił na krótko do Petersburga ukończyć przerwane studia, a w marcu 1892 r. już na stałe zamieszkał w Nowym Jorku. Niedługo potem zdał odpowiednie egzaminy i uzyskał prawo do wykonywania zawodu lekarza; praktykował w Lower East Side do 1896 r.
Później zdecydował się zająć pracą naukową. Prowadził badania w laboratorium Johna G. Curtisa w College of Physicians and Surgeons of Columbia University. Rozpoczął też dodatkowe studia w Columbia School of Mines. Wyjeżdżał do Europy jako wizytujący naukowiec w laboratoriach Edmunda Drechsela w Bernie, Emila Fischera w Berlinie i Albrechta Kossela w Marburgu. W 1896 r. podjął pracę w nowo utworzonym Pathological Institute of the New York State Hospitals, kierowanym przez Irę van Giesona. W 1905 r. został zaproszony do kolejnej nowej jednostki naukowej – Rockefeller Institute for Medical Research, w którym pracował do końca życia.
Miał szerokie zainteresowania badawcze: chemia tłuszczów, białek i aminokwasów, enzymów, nukleoprotein, kwasów nukleinowych, glikoprotein, węglowodanów i ich pochodnych, np. aminocukrów, fosforany cukrów i kwasów uronowych. Badał też stereochemię produktów naturalnych.
W obszarze kwasów nukleinowych opracował nowe metody ich izolacji, odkrył różnice pomiędzy DNA i RNA, i ustalił, że składają się one z deoksyrybozy/rybozy, zasady nukleinowej i reszty fosforanowej, łączącej reszty cukrowe. Jest autorem nazw „nukleozyd”, „nukleotyd”, „polinukleotyd”, „kwas rybonukleinowy” i „kwas deoksyrybonukleinowy”.
W 1931 został wyróżniony Medalem Willarda Gibbsa, przyznawanym przez chicagowską sekcję American Chemical Society, a w 1938 nowojorska sekcja tego towarzystwa przyznała mu Medal Williama H. Nicholsa.